# Philip Glass
Philip Glass (født 31. januar 1937 i Baltimore, USA) er en amerikansk klassisk komponist, fløjtenist og pianist.
Han er en af de mest succesrige og omtalte komponister inden for ny musik i den sidste fjerdedel af 1900-tallet, og hans navn er tæt forbundet med minimalismen.
Han skabte sit eget ensemble, The Philip Glass Ensemble i 1968. Skønt overvejende traditionelt besat mht. instrumenter adskiller det sig fra de fleste andre kammerensembler ved bl.a. brug af elektrisk forstærkning.
Philip Glass har også optrådt inden for jazz og rock. Han har skrevet flere operaer, 12 symfonier og instrumentalmusik samt teater- og filmmusik.

## Værkliste
- Orkester
  - Symfoni nr. 1 "Lav Symfoni" (1992) - for orkester
  - Symfoni nr. 2 (1994) - for orkester
  - Symfoni nr. 3 (1995) - for strygeorkester
  - Symfoni nr. 4 "Helte Symfoni" (1996) - for orkester
  - Symfoni nr. 5 "Koral / Rekviem, Bardo og Nirmanakaya" (1999) - for kor og orkester
  - Symfoni nr. 6 "Plutonian Ode" (2001) - for sopran og orkester
  - Symfoni nr. 7 Toltec" (2004) - for orkester
  - Symfoni nr. 8  (2005) - for orkester
  - Symfoni nr. 9 (2011) - for orkester
  - Symfoni nr. 10 (2012) - for orkester
  - Symfoni nr. 11 (2017) - for orkester
  - Symfoni nr. 12 (2019) - for orkester
  - Symfoni nr. 13 (2022) - for orkester
  - Symfoni nr. 14 "Lichtenstein" (2021) - for orkester

- Opera
  - Einstein on the Beach (1976)
  - Satyagraha (1980)
  - Akhnaten (opera) (1983)
  - the CIVIL warS (1984)
  - The making of the representative for Planet 8 (1985-88)
  - White Raven (1991)
  - The Voyage (1992)
  - The marriages between zones three, four, and five (1997
  - Les enfants terribles (1996) (Opført i Albertslund i maj 1996)
  - Galileo Galilei (2002)
  - Waiting for the Barbarians (2005)

- Filmmusik
  - Koyaanisqatsi (1983)
  - Powaqqatsi (1988)
  - Kundun (1997)
  - The Hours (2002)
  - Notes on a Scandal (2006)
  - Elena (2011)